# 이혜은
이혜은(李惠銀, 1973년 5월 23일 ~ )은 대한민국의 배우이다.

## 학력
- 인천부평서국민학교 (졸업)
- 북인천중학교 (졸업)
- 무학여자고등학교 (졸업)
- 중앙대학교 예술대학 연극영화학과 (졸업)
- 중앙대학교 대학원 예술학과 (졸업)

## 생애
1993년 연극배우 첫 데뷔하였고 1996년 영화 《코르셋》의 주연으로 영화배우 데뷔하였다. 특히 영화에서 맡은 배역을 위하여 몸무게를 과하게 늘렸다가 빼기도 하였다. 연극배우 데뷔 초기 시절 같이 활약한 연기자로는 추상미, 김민희 등이 있다.

## 연기 활동

### 영화
- 1996년 《코르셋》 ... 공선주 역
- 1998년 《러브 러브》 ... 달보는 여자 역(특별출연)
- 1998년 《파란 대문》 ... 혜미 역
- 1999년 《춘향뎐》 ... 향단 역
- 1999년 《인정사정 볼 것 없다》 ... 우 형사의 동생 역
- 2001년 《빨간 피터의 고백》
- 2004년 단편 《파출부, 아니다》 ... 노명숙 역
- 2005년 《엄마》 ... 큰 딸 역
- 2006년 《그 해 여름》 ... 엘레나 역
- 2007년 《두 얼굴의 여친》 ... 구창 누나, 영선 역
- 2008년 《플라이 미 투 더 문》 ... 내트 엄마 역(더빙)
- 2010년 《그랑프리》 ... 오강자 역
- 2017년 《컴, 투게더》 ... 미영 역

### 텔레비전 드라마
- 1996년 MBC 일요드라마 《간이역》
- 1996년 KBS2 일요아침드라마 《귀여운 여자》
- 1996년 KBS2 단막극 《신 TV문학관 - 슈퍼마켓에서 길을 잃다》 ... 오현수 역
- 1996년 KBS2 미니시리즈 《엄마는 출장중》 ... 박지영 역
- 1997년 MBC 금요 가족극장 《간이역》 ... 주은혜 역
- 1999년 MBC 단막극 《베스트극장》 ... 은희 역
- 1999년 MBC 주말연속극 《사랑해 당신을》 ... 유덕순 역
- 2002년 KBS2 미니시리즈 《겨울연가》 ... 공진숙 역
- 2004년 MBC 단막극 《베스트극장 - 안녕, 클레멘타인》 ... 애순 역
- 2006년 SBS 아침연속극 《사랑도 미움도》 ... 이순영 역
- 2006년 MBC 단막극 《베스트극장 - 네가 형부가 될 수 없는 오만가지 이유》 ... 나승주 역
- 2007년 MBC 월화미니시리즈 《신 현모양처》 ... 김수덕 역
- 2007년 SBS 아침연속극 《미워도 좋아》
- 2008년 KBS2 월화드라마 《연애결혼》 ... 결혼정보회사 고객 역
- 2008년 SBS 프리미엄드라마  《신의 저울》 ... 사법연수원 실무교수 고선아 역
- 2009년 MBC 수목미니시리즈 《신데렐라 맨》 ... (특별출연)
- 2010년 SBS 월화드라마 《커피하우스》
- 2010년 EBS 어린이드라마 《마주보며 웃어》 ... 영진 역
- 2010년 SBS 추석특집극 《아버지, 당신의 자리》 ... 이청희 역
- 2010년 MBC 단막극 《일요 드라마 극장 - 조은지 패밀리》
- 2011년 SBS 아침연속극 《장미의 전쟁》 ... 민아리 역
- 2012년 tvN 아침드라마 《노란 복수초》 ... 고 대리 역
- 2012년 MBC 아침드라마 《사랑했나봐》 ... 이지숙 역
- 2013년 MBC 수목미니시리즈 《7급 공무원》 ... 김원석 부인 역
- 2013년 JTBC 주말연속극 《궁중잔혹사 - 꽃들의 전쟁》 ... 귀인 장씨 역
- 2013년 MBC 일일연속사극 《제왕의 딸 수백향》 ... 소정부인 역
- 2014년 KBS2 저녁일일드라마 《천상여자》 ... 봉창 역
- 2014년 SBS 아침연속극 《청담동 스캔들》 ... 소정 역
- 2015년 SBS 주말특별기획 《이혼변호사는 연애중》 ... 나선혜 역 (특별출연)
- 2015년 SBS 주말특별기획 《너를 사랑한 시간》
- 2016년 tvN 월화드라마 《또! 오해영》 ... 정숙 역
- 2016년 SBS 주말특별기획 《끝에서 두번째 사랑》 ... 오영애 역
- 2017년 SBS 드라마스페셜 《이판사판》 ... 오미자 역
- 2018년 tvN 월화드라마 《백일의 낭군님》 ... 양춘 역
- 2021년 카카오 TV 월화수드라마 《이 구역의 미친 X》... 최선영 역
- 2022년 tvN 수목드라마 《킬힐》 ... 혜림 역
- 2023년 지니 TV 수목드라마 《딜리버리 맨!》 ... 김진숙 역

### 연극
- 1997년 《생과부 위자료 청구소송》
- 1998년 《유랑의 노래》
- 2000년 《나는 고백한다》

### 뮤지컬
- 2001년 《에비타》

## 연기 외 활동

### 텔레비전 프로그램
- 1997년 MBC 《퀴즈 영화탐험》 ... MC
- 2013년 SBS 《스타 주니어쇼 붕어빵》 ... 고정출연

### 라디오 프로그램
- 라디오 소설(사랑손님과 어머니) (EBS FM) - 엄마
- EBS 책 읽는 라디오 낭독 시리즈 (EBS FM, 2015년)

### 광고
- 1996년 오리온 베이직 크래커
- 2016년 롯데하이마트 예정

## 수상
- 1996년 제17회 청룡영화상 신인여우상 《코르셋》
- 1997년 제17회 한국영화평론가협회상 신인여우상 《코르셋》